# Mijaíl Kokliáyev

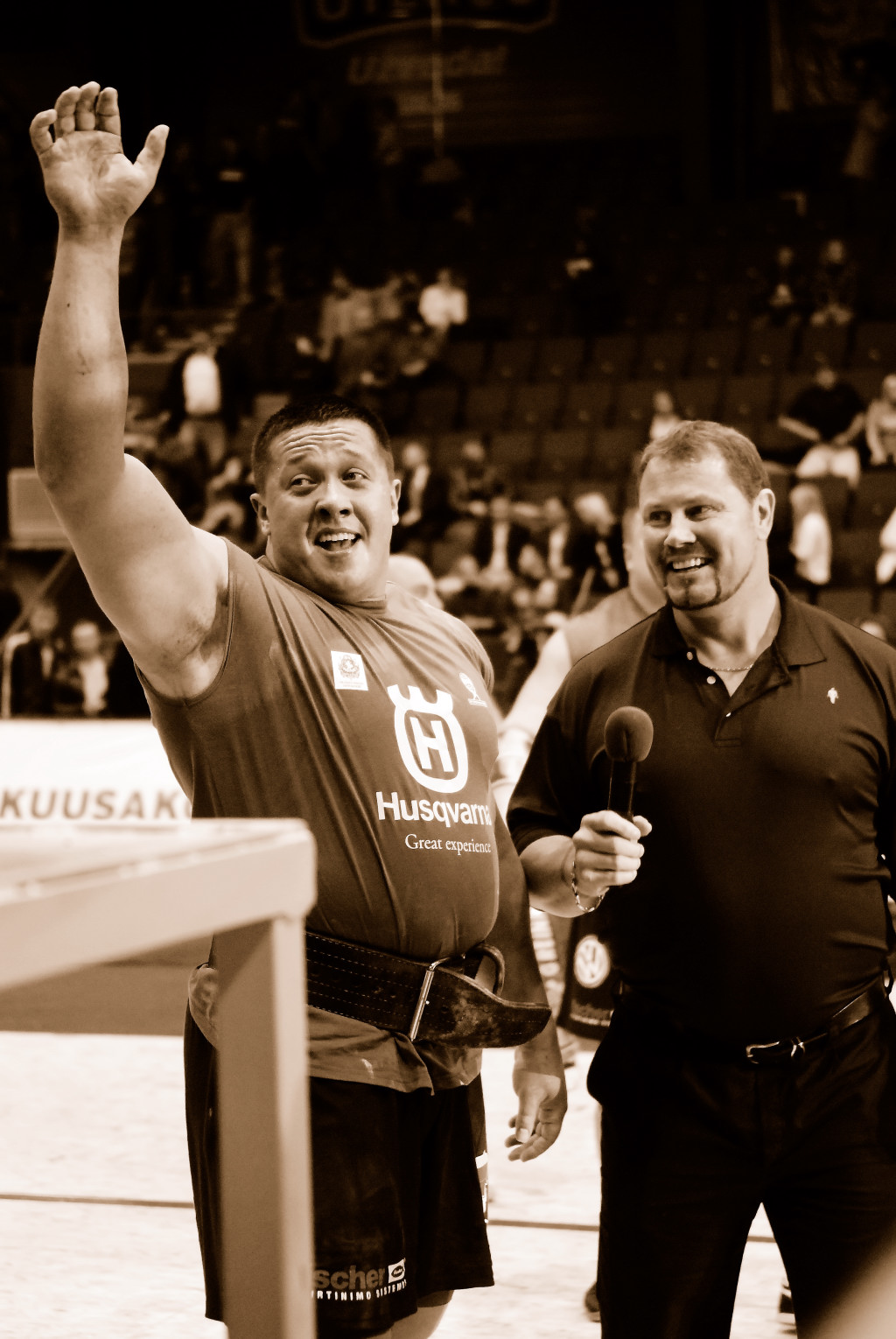
Mijaíl Kokliáyev con el antiguo campeón Magnús Ver Magnússon.

Mijaíl Kokliáyev (nacido en Cheliábinsk, Rusia el 12 de diciembre de 1978) es un atleta de fuerza, potencista y halterófilo.
Kokliáyev fue seis veces campeón del nacional de halterofilia, salió segundo en campeonato mundial de strongman en 2006 y en 2007, superado por Žydrūnas Savickas el primer año y Vasyl Virastyuk el segundo.
Mijaíl Kokliáyev también logró un tercer puesto en el Arnold Strongman Classic de 2006, superado por los atletas nombrados anteriormente. 

## Récords personales
- Arrancada: 210,0 kg
- Dos tiempos: 250,0 kg
- Press de banca: 240,0 kg
- Sentadilla: 360,0 kg
- Peso muerto: 417,5 kg